# 林歌子
林 歌子（はやし うたこ（戸籍名ウタ）、1865年1月11日（元治元年12月14日）- 1946年（昭和21年）3月24日）は、日本の教育者、キリスト教の社会事業家。

## 略歴

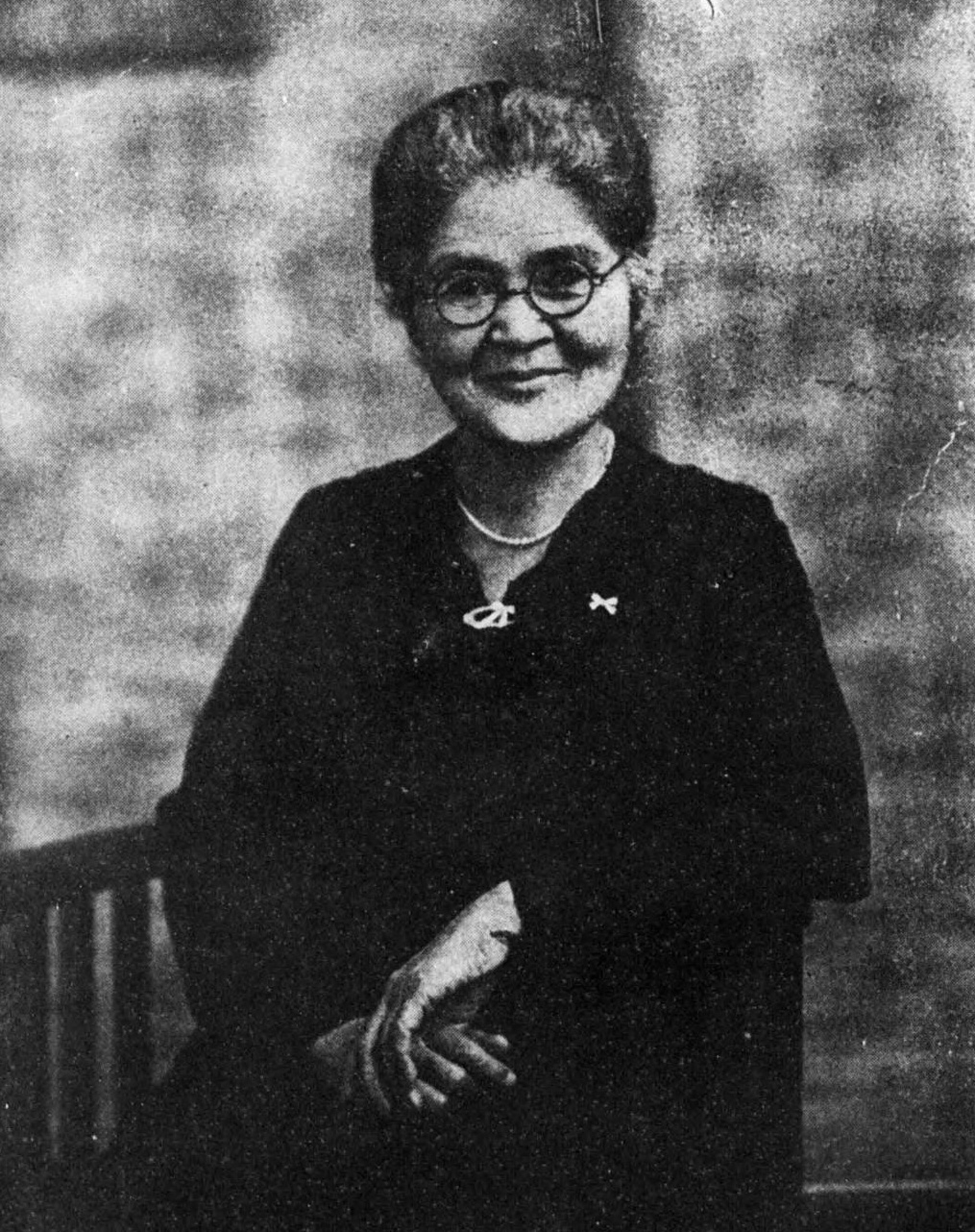
『日本聖公会婦人伝道補助会年報 第12号』（1940年）より

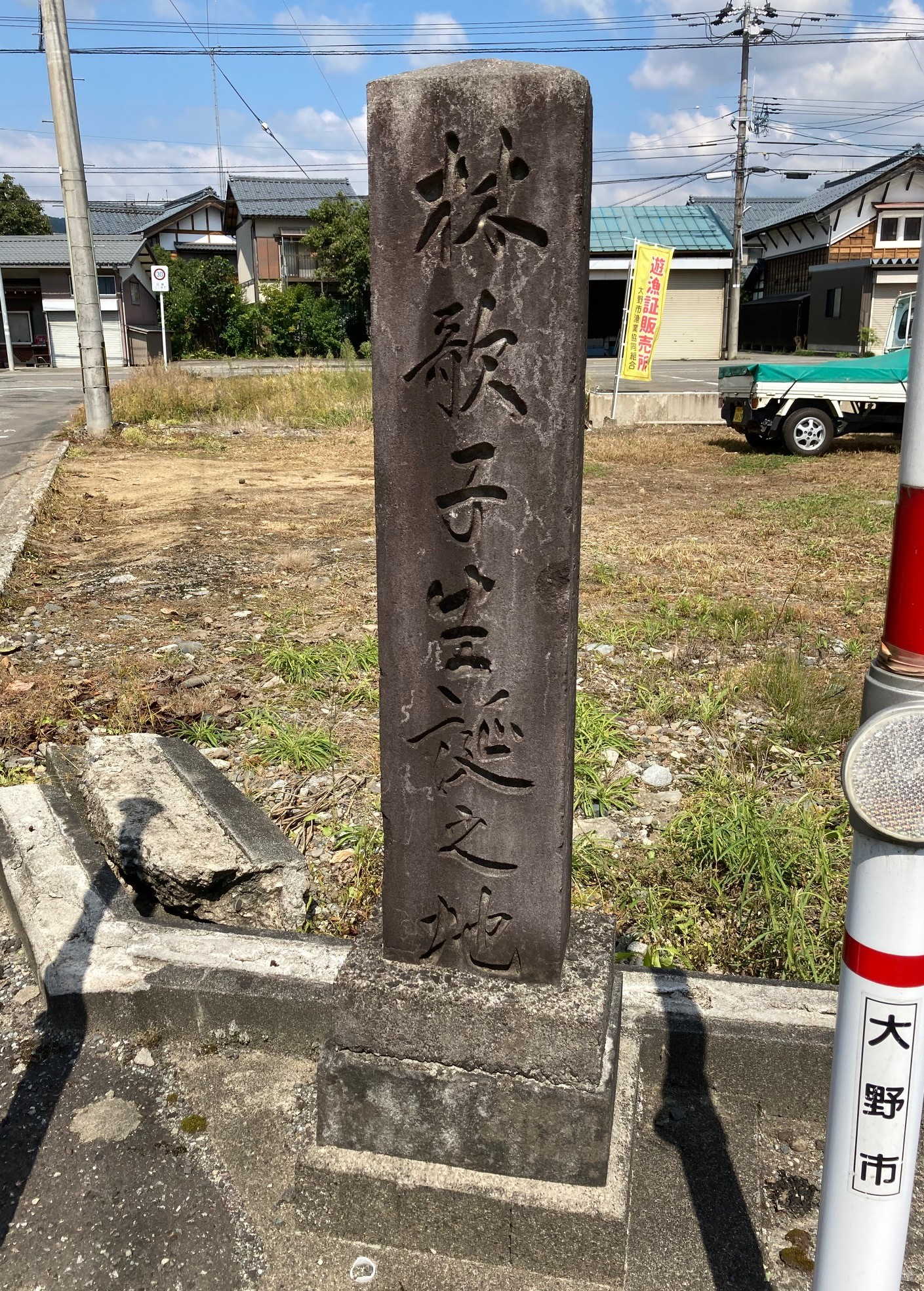
大野　林歌子の生誕地石碑

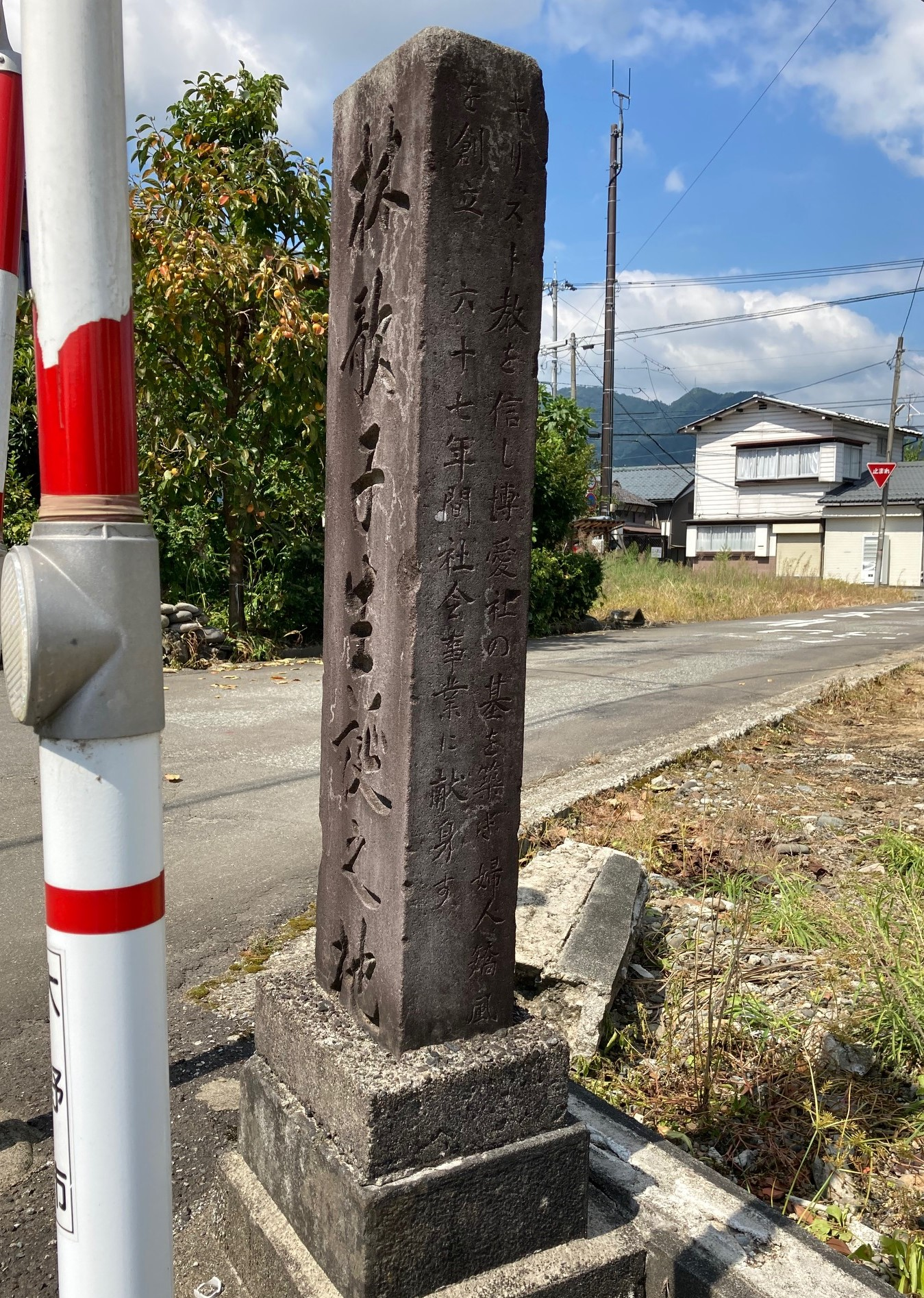
大野　林歌子の生誕地石碑の側面

越前国大野（現・福井県大野市）に、大野藩士林長蔵の長女として生まれる。 1877年（明治10年）に石川県（現在の福井県）第三女子師範学校（後に石川県第三女子小学師範学校と改名）に第一期生として入学する。明治天皇の巡幸の折は名代として来校した大隈重信参議の前で日本外史の一節を講義し、金一封をもらう。1880年（明治13年）に卒業後大野町の有終小学校で勤務する。 小学校教員時代に歌人布川正沖に和歌を学ぶ。当時あこがれの女性は下田歌子だった。1883年（明治16年）10月周囲にすすめられたこともあり4歳年上の従兄で教員だった坂本大圓と結婚。 翌1884年（明治17年）長男が誕生するも、夫も林も嫡子だったため夫の養子問題で子供の誕生後43日で離婚する。
その後1885年（明治18年）冬に上京、日本聖公会の神田台所町仮会堂（神田基督教会）牧師の田井正一から、米国聖公会の宣教師チャニング・ウィリアムズを紹介され、 主教の盟友グイド・フルベッキの娘聖公会宣教師E・J・ヴァーベックの日本語教師を勤める。 その縁で1886年（明治19年）から立教女学校（現・立教女学院）で 和漢学や算術を教えはじめ、キリスト教の説教に深く心を動かされる。 女学校教員時代に矢島楫子を知り、矯風会会員となる。
1887年（明治20年）6月にウィリアムズから洗礼を受ける。東京感化院の教諭だった小橋勝之助が、1890年（明治23年）1月に兵庫県で博愛社（現・社会福祉法人博愛社）という孤児院を設立。勝之助は林と神田基督教会で知り合い、同じ頃洗礼を受けている。1892年（明治25年）に勝之助に請われ林が赴任する。翌年勝之助が病気で死去すると、弟の小橋実之助を後継者として事業を継続する。1894年（明治27年）に博愛社を大阪の郊外大仁村 （現・大阪市北区）に移転する。林は夜間に福島村の愛隣夜学校で教え、その給金で孤児を養った。その後、西成郡神津村 （現・淀川区十三元今里）に移転してからは、実之助の妻小橋かつえに博愛社を引き継ぐ。
1899年（明治32年）に日本基督婦人矯風会の大阪支部を設立して、支部長に就任。 1905年（明治38年）にはアメリカ合衆国に渡りボストンで開かれた万国矯風会大会に出席する。1907年（明治40年）に中之島に矯風会大阪婦人ホームを設立し、女性のための職業紹介や身の上相談、保護救済を行う。1909年（明治42年）曾根崎新地の遊廓火災を機に、矢島楫子、山室軍平らの応援を求め遊郭廃止運動を起こし、世論に訴えるが結局敗北に終わる。1921年（大正10年）7月にフィラデルフィアで開かれた矯風会世界大会に出席するため再び渡米する。11月には、当時カナダに住んでいた久布白落実（のちに共に廃娼運動に関わる）とニューヨーク州イサカにウィリアム・グリフィスを訪ねる。1926年（大正15年）6月、廃娼運動推進の国民委員会が発足すると同会の委員に指名される。
1930年（昭和5年）矯風会副会頭となっていた林は、軍備縮小の署名十数万を集め、ガントレット恒子副会頭とともに、平和使節としてロンドンで開かれた軍縮会議に出席する。1938年（昭和13年）に日本基督矯風会第5代会頭に就任。その後戦局の悪化に伴い、大阪婦人ホームは立ち退きを命ぜられ、1945年（昭和20年）矯風会大阪支部とともに三島郡安威村（現茨木市）へ移転、翌1946年（昭和21年）3月24日安威分館で死去する。墓は、阿倍野墓地（市設南霊園）に、大阪婦人ホーム共同墓地と並んで建っている 。林の墓には、リボンで結んだ地球儀が載せられ、墓石の片面に「世界平和」もう片面に「歌の祈り」と題した言葉「暁のねざめ静かに 祈るなり おのがなすべき今日のつとめを」が記されている。

## 栄典
- 1920年（大正9年）2月6日 - 藍綬褒章[25]

## 登場作品
『らんたん』 2021年 柚木麻子　小学館
日本の女性教育者河井道をモデルにした長編小説。彼女のよき理解者として第1部（p182～194）、第3部（p372～373）に登場する。

### 書籍
- 神崎清／著『現代婦人傳』中央公論社、1940年。
- 福井県文化誌刊行会／編『我等の郷土と人物 第3巻』福井県文化誌刊行会、1957年。
- 園部不二夫『図説　キリスト教史』創元社、1973年
- 日本キリスト教婦人矯風会／編『日本キリスト教婦人矯風会百年史』ドメス出版、1986年。
- 日本キリスト教歴史大事典編集委員会／編『日本キリスト教歴史大事典』教文館、1988年。
- 『日本キリスト教史年表』教文館、1992年
- 福井新聞社／編『20世紀ふくい群像』福井新聞社、1999年。
- 田中光子／著『新・ふくい女性史』勝木書店、1994年。
- 中村敏『日本キリスト教宣教史』いのちのことば社、2009年
- うた子の会／編『大野と林歌子』うた子の会、2021年。

### 記事
- 石月静恵／著「林歌子と廃娼運動 –矯風会大阪支部を中心として-」『歴史と神戸』第135号、神戸史学会、1986年4月、pp.12-18。
- 室田保夫／ほか著「小橋勝之助日誌（一）–1887年12月1日～1888年6月17日-」『関西学院大学社会学部紀要』第103号、関西学院大学、2007年10月、pp.155-172。
- 槇村久子／著「都市史としての墓地 –大阪市公営墓地の変遷と無縁化社会の進行 -」『現代社会研究科論集 : 京都女子大学大学院現代社会研究科博士後期課程研究紀要』第6号、京都女子大学、2012年3月、pp.1-16。
- 松井宏員／著「わが町にも歴史あり・知られざる大阪 – 301　大阪婦人ホーム-」『毎日新聞　地方版』、毎日新聞社、0620年。